# Алексухін Василь Тимофійович
Василь Тимофійович Алексухін (рос. Василий Тимофеевич Алексухин; 9 лютого 1919, Воропаєвка — 15 грудня 1943) — радянський військовий льотчик, Герой Радянського Союзу (1944, посмертно), в роки німецько-радянської війни командир ланки 617-го штурмового авіаційного полку 291-ї штурмової авіаційної дивізії 2-ї повітряної армії Воронезького фронту Червоної Армії, старший лейтенант.

## Біографія
Народився 9 лютого 1919 року в селищі Воропаївці (нині Путятинському району Рязанської області) в селянській родині. Росіянин. Член ВКП(б) з 1943 року. Закінчив семирічну школу.
У 1939 році призваний до лав Червоної Армії. Після строкової служби закінчив Таганрозьку військово-авіаційну школу льотчиків.
У боях німецько-радянської війни з березня 1943 року. Алексухін почав участь у війні на Воронезькому фронті. Весна і літо 1943 року пройшли в успішних бойових вильотах. До серпня на бойовому рахунку В. Т. Алексухіна значилося 76 бойових вильотів і три збитих німецьких літаки.
15 грудня 1943 року вісімка «ілів» під командуванням старшого лейтенанта В. Т. Алексухіна атакувала танкову колону гітлерівців. Незважаючи на вогонь ворожих зеніток, атаки радянських штурмовиків слідували одна за одною. Під час третьої атаки зенітний снаряд потрапив в мотор літака В. Т. Алексухіна та Іл-2 загорівся. Василь Тимофійович Алексухін вирівняв машину, встановив її в положення пікірування і направив на скупчення танків ворога, повторивши подвиг Миколи Францевича Гастелло.
Указом Президії Верховної Ради СРСР від 4 лютого 1944 року за «мужність і військову доблесть, проявлені в боях з німецько-фашистськими загарбниками» старшому лейтенанту Василю Тимофійовичу Алексухіну посмертно присвоєно звання Героя Радянського Союзу.

## Нагороди, пам'ять
Нагороджений орденом Леніна, двома орденами Червоного Прапора, орденом Червоної Зірки.
В 1980 році на його честь в Києві названо вулицю.